# Сезон ФК «Дніпро» (Дніпропетровськ) 1997—1998
Сезон ФК «Дніпро» (Дніпропетровськ) 1997—1998 — 7-ий сезон футбольного клубу «Дніпро» у футбольних змаганнях України. 

## Склад команди
| № | Поз. | Нац.    | Гравець               |
| - | ---- | ------- | --------------------- |
|   | ВР   | Україна | Ілля Близнюк          |
|   | ВР   | Україна | Микола Медін          |
|   | ВР   | Україна | Сергій Перхун         |
|   | ЗХ   | Україна | Борис Бутханов        |
|   | ЗХ   | Україна | Геннадій Козар        |
|   | ЗХ   | Україна | Іван Павлюх           |
|   | ЗХ   | Україна | Олександр Першин      |
|   | ЗХ   | Україна | Олександр Поклонський |
|   | ЗХ   | Україна | Андрій Сидельников    |
|   | ЗХ   | Україна | Костянтин Сосенко     |
|   | ПЗ   | Україна | Віктор Бєлкін         |
|   | ПЗ   | Україна | Олександр Захаров     |
|   | ПЗ   | Грузія  | Георгій Кіласонія     |

| № | Поз. | Нац.    | Гравець             |
| - | ---- | ------- | ------------------- |
|   | ПЗ   | Україна | Олександр Коваленко |
|   | ПЗ   | Україна | Олексій Левченко    |
|   | ПЗ   | Україна | Олександр Рикун     |
|   | ПЗ   | Україна | Дмитро Тутиченко    |
|   | НП   | Україна | Сергій Беспалих     |
|   | НП   | Україна | Андрій Головко      |
|   | НП   | Україна | Андрій Котюк        |
|   | НП   | Україна | Сергій Нагорняк     |
|   | НП   | Україна | Олександр Паляниця  |
|   | НП   | Україна | Євген Сонін         |
|   | НП   | Україна | Олександр Сухарєв   |
|   | НП   | Україна | Денис Філімонов     |

## Чемпіонат України

### Календар чемпіонату України
| Тур | Команда                | Рахунок     | Тур | Команда              | Рахунок     | Тур | Команда                | Рахунок     |
| --- | ---------------------- | ----------- | --- | -------------------- | ----------- | --- | ---------------------- | ----------- |
| 1   | «Карпати»              | 4:0Протокол | 11  | «Динамо»             | 0:2Протокол | 21  | «Металург» (Запоріжжя) | 1:0Протокол |
| 2   | «ЦСКА» Київ            | 1:1Протокол | 12  | «Прикарпаття»        | 1:4Протокол | 22  | «Нива» (Тернопіль)     | 3:0Протокол |
| 3   | «Торпедо» (Запоріжжя)  | 4:0Протокол | 13  | «Шахтар»             | 2:0Протокол | 23  | «Ворскла-Нафтогаз»     | 1:2Протокол |
| 4   | «Зірка-НІБАС»          | 1:3Протокол | 14  | «Металург» (Донецьк) | 2:0Протокол | 24  | «Металург» (Маріуполь) | 2:0Протокол |
| 5   | «Таврія»               | 2:1Протокол | 15  | «Чорноморець»        | 1:2Протокол | 25  | «Кривбас»              | 1:0Протокол |
| 6   | «Кривбас»              | 0:2Протокол | 16  | «Чорноморець»        | 2:0Протокол | 26  | «Таврія»               | 1:1Протокол |
| 7   | Металург (Маріуполь)   | 3:0Протокол | 17  | «Металург» (Донецьк) | 0:1Протокол | 27  | «Зірка»                | 3:0Протокол |
| 8   | «Ворскла»              | 2:1Протокол | 18  | «Шахтар»             | 2:0Протокол | 28  | «Торпедо» (Запоріжжя)  | 2:2Протокол |
| 9   | «Нива» (Тернопіль)     | 0:1Протокол | 19  | «Прикарпаття»        | 1:0Протокол | 29  | «ЦСКА» (Київ)          | 2:1Протокол |
| 10  | «Металург» (Запоріжжя) | 2:1Протокол | 20  | «Динамо»             | 2:1Протокол | 30  | «Карпати»              | 0:0Протокол |

Примітка

Блакитним кольором виділені домашні ігри.

### Турнірна таблиця
| Місце | Команда   | Ігор | В  | Н | П  | РМ    | Очок |
| ----- | --------- | ---- | -- | - | -- | ----- | ---- |
| 3     | «Карпати» | 30   | 16 | 9 | 5  | 36-20 | 57   |
| 4     | «Дніпро»  | 30   | 17 | 4 | 9  | 47-27 | 55   |
| 5     | «Ворскла» | 30   | 15 | 4 | 11 | 41-46 | 49   |

## Кубок України

### Виступи
| Раунд       | Команда          | Рахунок                 |
| ----------- | ---------------- | ----------------------- |
| 1/16 фіналу | «Полісся»        | 0:1Протокол 2:0Протокол |
| 1/8 фіналу  | «Нива» (Вінниця) | 2:0Протокол 1:1Протокол |
| 1/4 фіналу  | «ЦСКА» (Київ)    | 1:1Протокол 0:1Протокол |

## Кубок УЄФА

### Виступи
| Раунд            | Команда  | ДМ  | ВМ  | Загальний рахунок |
| ---------------- | -------- | --- | --- | ----------------- |
| Попередній раунд | «Єреван» | 6:1 | 0:2 | 8:1               |
| 1/32 фіналу      | «Аланія» | 1:4 | 2:1 | 2:6               |